# Siemianów (województwo łódzkie)
Siemianów – wieś w Polsce położona w województwie łódzkim, w powiecie kutnowskim, w gminie Strzelce.
Wieś szlachecka Siemianowo położona była w drugiej połowie XVI wieku w powiecie gostynińskim ziemi gostynińskiej województwa rawskiego. W latach 1975–1998 miejscowość administracyjnie należała do województwa płockiego.

## Zabytki
Według rejestru zabytków NID na listę zabytków wpisany jest obiekt:
- park dworski, 1 poł. XIX w., nr rej.: 631 z 24.03.1992